# U-Bahnhof Lampugnano
Der Bahnhof Lampugnano ist ein unterirdischer Bahnhof der U-Bahn Mailand. Er befindet sich im gleichnamigen Stadtteil.
Die Station befindet sich zwischen den Haltestellen QT8 und Uruguay in einer Wohn‑ und Dienstleistungszone. Oberirdische Eingänge führen über eine Zwischenebene auf einen Mittelbahnsteig zwei Ebenen unter Straßenniveau.

## Geschichte
Der U-Bahnhof wurde am 12. April 1980 als Teil der Verlängerung der Linie 1 zur neuen Endstation San Leonardo in Betrieb genommen.

## Anbindung
| Linie | Verlauf |
| ----- | --- |
|       | Sesto 1º Maggio FS – Sesto Rondò – Sesto Marelli – Villa San Giovanni – Precotto – Gorla – Turro – Rovereto – Pasteur – Loreto – Lima – Porta Venezia – Palestro – San Babila – Duomo – Cordusio – Cairoli – Cadorna FN – Conciliazione – Pagano – Buonarroti – Amendola – Lotto – QT8 – Lampugnano – Uruguay – Bonola – San Leonardo – Molino Dorino – Pero – Rho Fiera – Wagner – De Angeli – Gambara – Bande Nere – Primaticcio – Inganni – Bisceglie |

## Aufbau und Ausstattung
- 110 m langer, barrierefreier Mittelbahnsteig
- Aufzüge und Rolltreppen
- Fahrkartenautomaten und Infotafeln
- Videoüberwachung

## Park-and-Ride
Das angeschlossene Parkhaus ist täglich von 05:30 bis 01:00 Uhr (Sonn‑ und Feiertage ab 06:00 Uhr) geöffnet und bietet 1.650 Stellplätze. Bei Großveranstaltungen im nur zwei Kilometer entfernten Stadion San Siro setzt ATM Shuttlebusse zwischen Parkhaus und Stadion ein.

## Fernbusbahnhof
Rückwärtig schließt seit 2007 die Autostazione Lampugnano an den U‑Bahnhof an. Sie ist – neben San Donato – der wichtigste Fernbusknoten Mailands und bedient nationale wie internationale Linien von Betreibern wie FlixBus, Itabus oder RegioJet. Laut Betreibergesellschaft passieren jährlich rund drei Millionen Reisende das Terminal.

## Aktuelle Entwicklungen
2024 begann ein vom Municipio 8 initiiertes Projekt zur städtebaulichen Aufwertung des Bahnhofsumfelds, bei dem Eingangsbereiche modernisiert und zusätzliche Grünflächen geschaffen werden.

## Umgebung
- PalaSharp – ehemalige Mehrzweckhalle, etwa 400 m südlich
- Skatepark „Lampugnano Plaza“
- Grünzug Parco Cascina Cottica